# God Morgon (juice)
God Morgon är ett varumärke för juice. Den har 19 varianter och där smakerna är apelsin, blodapelsin, grapefrukt, jordgubbe, mango, passionsfrukt och äpple. God Morgon ägs av det tyska juicetillverkaren Eckes-Granini Group medan själva juicerna tillverkas av det danska dotterbolaget Rynkeby Foods i Ringe i Region Syddanmark.
Varumärket är ursprungligen svenskt och lanserades 1969 med namnet Helst Juice alternativt Helst. 1978 fick den sitt nuvarande namn. Det är dock okänt om det var Arla ek. för. som lanserade varumärket eller om de köpte det i ett senare skede. 2000 när svenska Arla fusionerades med danska MD Foods och blev Arla Foods, tillverkade man både Arlas God Morgon och MD:s Rigtig Juice. 2010 beslutade Arla att varumärket Rigtig Juice skulle upphöra och man skulle tillverka juice under varumärket för God Morgon  även i Danmark (på danska: God Morgen). 2016 sålde Arla Rynkeby Foods till Eckes-Granini och i affären ingick även varumärket God Morgon.